# Nuno Morais (futebolista)
Nuno Miguel Barbosa Morais (Penafiel, 29 de Janeiro de 1984) é um ex-futebolista português que jogava como zagueiro.
Deu os primeiros toques no F.C. Penafiel até que as suas habilidades como defesa central (português europeu) ou zagueiro (português brasileiro) levaram-no para o Chelsea de José Mourinho. Mas Nuno Morais não se deu bem no clube londrino e acabaria por ser emprestado ao Marítimo. Depois dessa temporada em Portugal regressaria para o seu último ano de contrato com o Chelsea. Recentemente assinou com o APOEL de Nicósia, clube vice-campeão cipriota onde também jogam muitos outros futebolistas portugueses.

## Títulos
APOEL
- Campeonato Cipriota: 2008–09, 2010–11, 2012–13, 2013–14, 2014–15, 2015–16, 2016–17, 2017–18, 2018–19[1]